# Sheffield Tunes
Sheffield Tunes byl založen v roce 2000 německou skupinou Scooter (H.P. Baxxter, Rick J. Jordan, Axel Coon a Jens Thele). Jeho mateřským labelem je Kontor Records GmbH, s tímto labelem jsou spojeny veškeré marketingové, obchodní, PR činnosti Scooter. Prvním singlem, který vyšel pod značkou Sheffield Tunes byl I'm Your Pusher a prvním vydaným albem se stal Sheffield. Distributorem všech nosičů je Edel Records.
Labelcode: LC 11045